# Broken Heels
"Broken Heels" é o segundo single da cantora Alexandra Burke em seu álbum de estreia "Overcome". Foi lançada oficialmente como single em 11 de janeiro de 2010 no Reino Unido.. Foi escrita por Nadir Khyatt, Bilal Hajji, Savan Kotecha e produzida pelo produtor do momento RedOne.

## Recepção
A faixa recebeu criticas positivas, onde Nick Levine do Digital Spy deu para a canção 4 estrelas de 5, e descreveu que a música em si é "forte o suficiente para competir com o videoclipe, sendo uma canção pop com uma bem-humorada mensagem de poder feminino" ainda completando "O resultado? No entanto, mais evidências de que Alexandra Burke está se transformando uma pequena estrela".

## Videoclipe
Através do seu Twitter, Burke disse ter terminado as gravações do vídeo, em Los Angeles. No vídeo, Alexandra encontra-se num estádio de futebol americano, com o equipamento vestido e rodeada por colegas da sua equipe. A estreia aconteceu no dia 9 de dezembro.

## Paradas
| Parada (2010)                | Melhor posição |
| ---------------------------- | -------------- |
| Reino Unido UK Singles Chart | 8              |
| Irish Singles Chart          | 5              |